# Сергиенко, Мария Никифоровна
Мария Никифоровна Сергиенко (1910 год, деревня Калаборка, Ставропольская губерния, Российская империя — 1995 год, Россия) — колхозница, Герой Социалистического Труда (1949).

## Биография
Родилась в 1910 году в крестьянской семье в деревне Калаборка, Ставропольская губерния (сегодня — хутор Калаборка, Предгорный район, Ставропольский край). В 1922 году вступила в колхоз «Темпельгоф-Бештау». Первоначально работала рядовой колхозницей на виноградарском участке, потом была назначена звеньевой виноградарского звена.
В 1948 году виноградарское звено под руководством Марии Сергиенко собрало с участка площадью 6,2 гектара по 80 центнера винограда шампанских сортов. За этот доблестный труд она была удостоена в 1949 году звания Героя Социалистического Труда.
Работала в родном колхозе до выхода на пенсию в 1965 году. Скончалась в 1995 году и была похоронена на кладбище села Прикумское.

## Награды
- Герой Социалистического Труда — указом Президиума Верховного Совета СССР от 5 октября 1949 года;
- Орден Ленина (1949).